# Futuro (serie de televisión de Chile)
Futuro es una serie de televisión chilena de ciencia ficción juvenil, producida por My Friend y emitida por Mega durante 2011.

## Sinopsis
En su cumpleaños, Bianca (Luciana Echeverría), recibe un telescopio de parte de su padre, Gastón Montes (Carlos Embry), quien trabaja en algún observatorio del norte de Chile.
A la noche prueban el obsequio observando las estrellas, pero su hermana, se queja de la contaminación. Luego de unos momentos, los chicos, creen ver una estrella fugaz, sin pensar que era un meteorito, que, tanto su padre, como una entidad desconocida, buscan un valioso objeto que se encuentra en su interior.
De regreso en Santiago, su padre les prohíbe a sus hijas ver lo que hay dentro de un maletín, en donde estaría el "valioso objeto". Sus hijas desobedecen la orden, y Bianca toca el "valioso objeto" desapareciendo de su habitación, y dejando a su hermana muy sorprendida.
Bianca llega a un mundo paralelo, en donde sus habitantes le comunican que un meteorito gigante viaja directamente hacia el planeta y, al chocar, destruirá a toda la raza humana.
Bianca no quiere que esto ocurra, pero los seres creen que el hombre está destruyendo el planeta, con su contaminación hacia toda la naturaleza. Bianca demostrará que el hombre busca la forma de cuidar la Tierra y, así, evitar la destrucción global.

## Elenco
- Luciana Echeverría como 'Bianca Montes Castro.
- Carlos Embry como Gaston Montes.
- Jeannette Moenne-Loccoz como Isabel Castro.
- Miranda Montes como Mr. Eugene Rush.
- Gustavo Becerra como Gonzalo Guidarrelli.
- Jaime Artus como Benjamín del Sol.
- Maite Vergara como Sandy Welrid.